# Hydrobia scamandri
Hydrobia scamandri é uma espécie de gastrópode  da família Hydrobiidae.
É endémica de França.